# Ligne de Pas-des-Lanciers à Martigues
La ligne de Pas-des-Lanciers à Martigues, aussi appelée « ligne des pétroles », est une ligne de chemin de fer française à écartement standard dans le département des Bouches-du-Rhône. 
La ligne ferroviaire relie Marignane (Pas-des-Lanciers) à Martigues (Jonquières) en traversant la côte sud de l'étang de Berre. Depuis, 1954 elle ne relie que Marignane à La Mède.
L'infrastructure ferroviaire est à voie unique et contient de nombreux passages à niveau puisqu'elle est au même niveau que les routes.

## Histoire
Le 12 juillet 1865, une loi relative aux chemins de fer d’intérêt local déconcentre, auprès des préfectures, des conseils généraux et des communes, la possibilité d’établir des lignes, soit directement, soit par concession.
Deux ans plus tard, en 1867, Charles Levert, préfet des Bouches-du-Rhône, réalise un plan ferroviaire départemental. Le 19 février 1870, des décrets accordent la concession des lignes Pas-des-Lanciers - Martigues et Tarascon - Saint-Rémy-de-Provence à Monsieur Henri Michel, de la Société des chemins de fer des Bouches-du-Rhône.
Deux ans plus tard, en 1872, la ligne de Pas-des-Lanciers à Martigues ouvre au trafic
En 1881, les actifs de sa société sont repris par la Société nouvelle des chemins de fer des Bouches-du-Rhône. En 1913, l'exploitation de la ligne est transmise à la Régie départementale des transports des Bouches-du-Rhône car cette dernière a absorbé la  Société nouvelle des chemins de fer des Bouches-du-Rhône.
En 1954, la section entre la Mède et la gare de Jonquière est fermée puis détruite.

## Tracé
La ligne traversait les communes de la Marignane, de Châteauneuf-les-Martigues et de Martigues. Aujourd'hui, la ligne ne va plus à Martigues, elle relie la gare de Pas-des-Lanciers à la raffinerie de la Mède. Elle rejoint la ligne Paris-Lyon-Marseille en gare de Pas-des-Lanciers.

La ligne contient plusieurs plusieurs ouvrages d'art, notamment le Pont des Florides qui traverse le Canal de Marseille au Rhône. Néanmoins, la ligne traverse beaucoup routes entre Marignane, de Châteauneuf-les-Martigues grâce à des passages à niveaux. De plus, la ligne possède des embranchements particulier à Marignane.

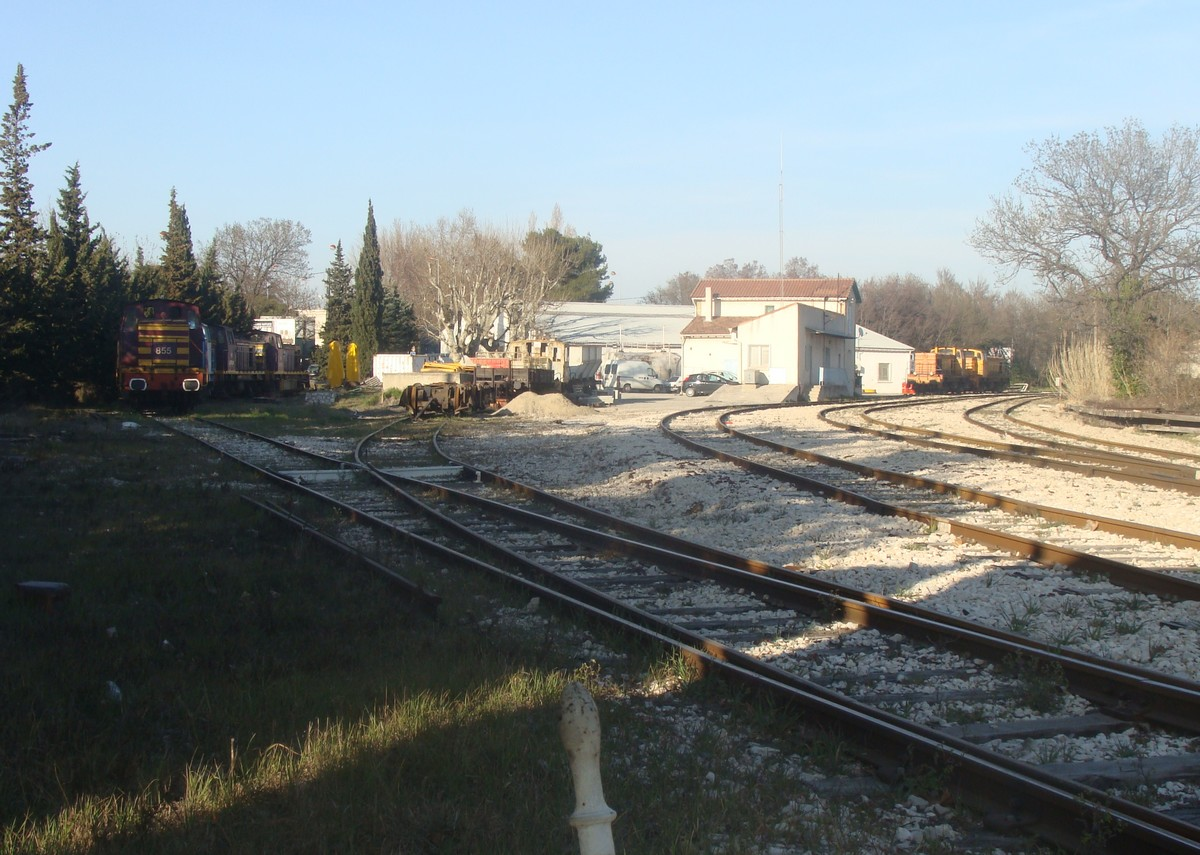
Le dépôt de la RDT13 à Marignane, vue d'ensemble
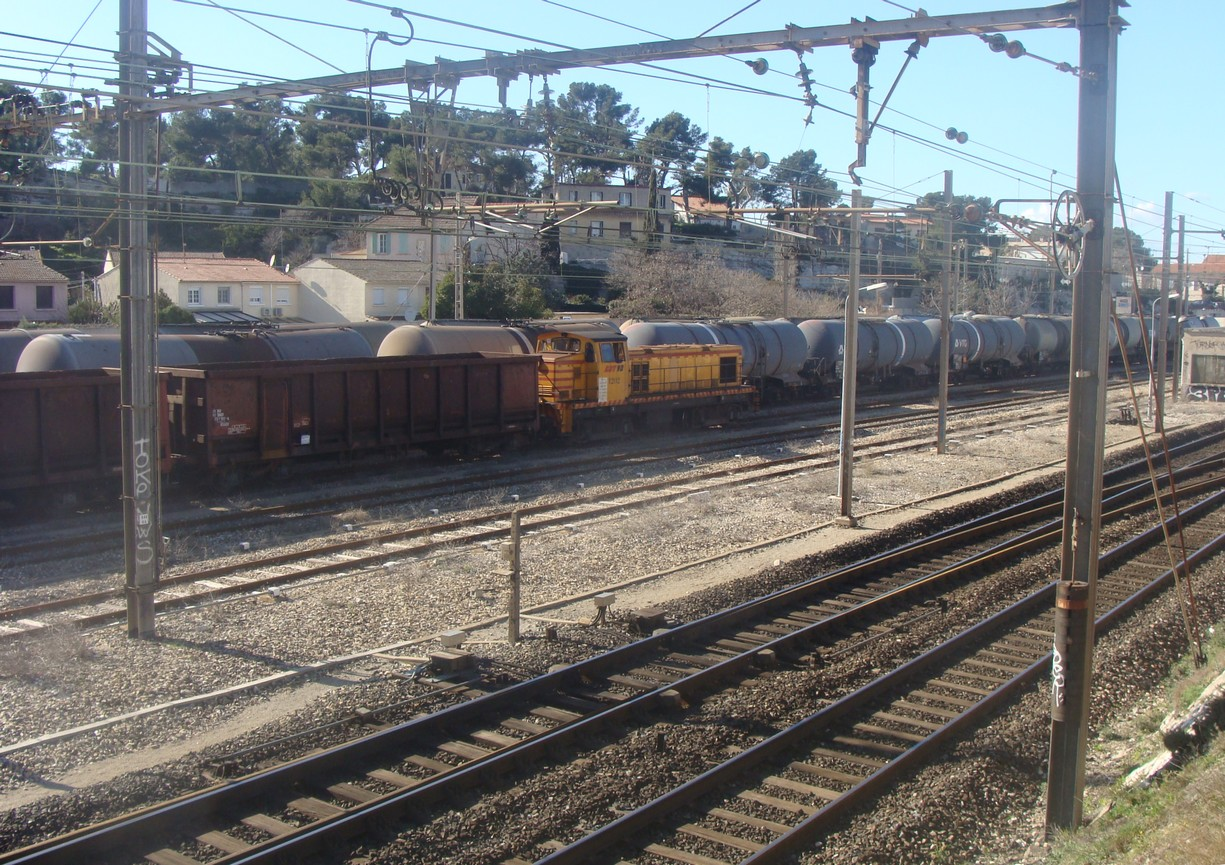
Rames de la RDT13 en gare de Pas-des-Lanciers ; au premier plan, la ligne Paris - Marseille
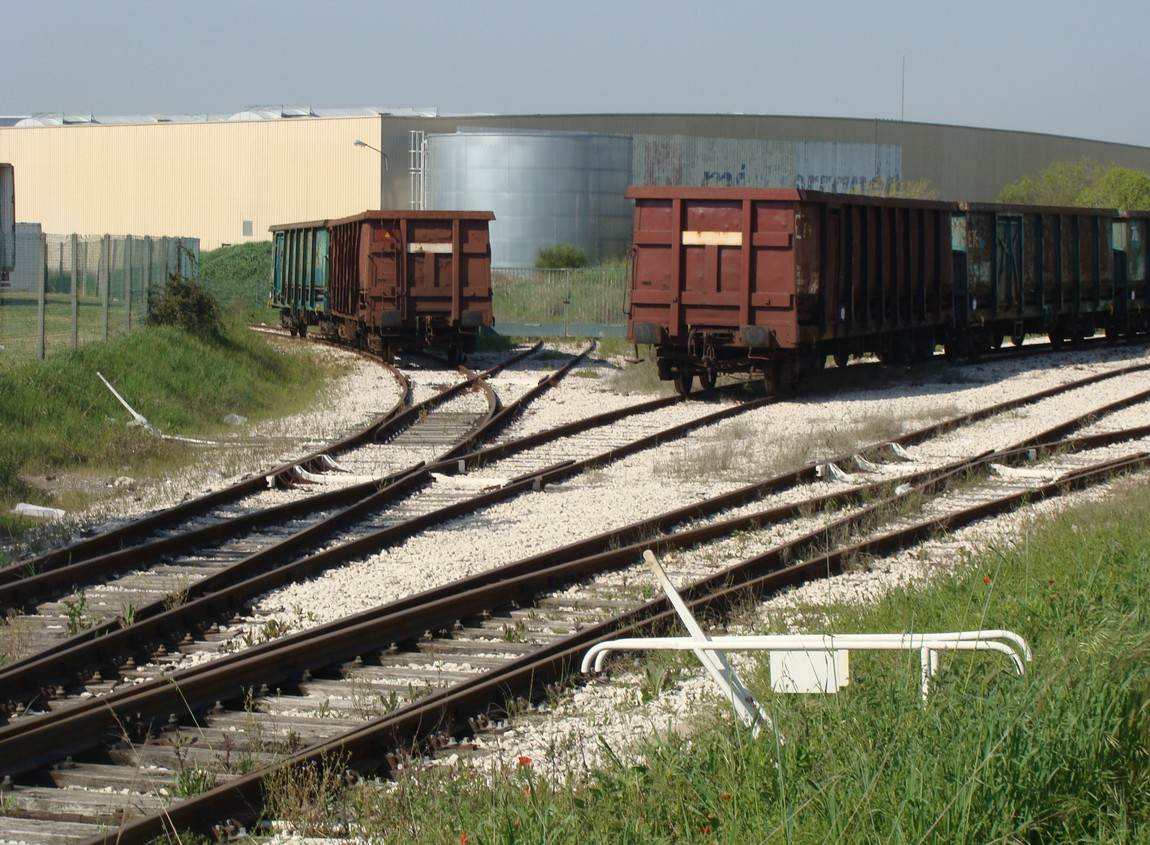
Un embranchement industriel desservi par la RDT13 à Marignane
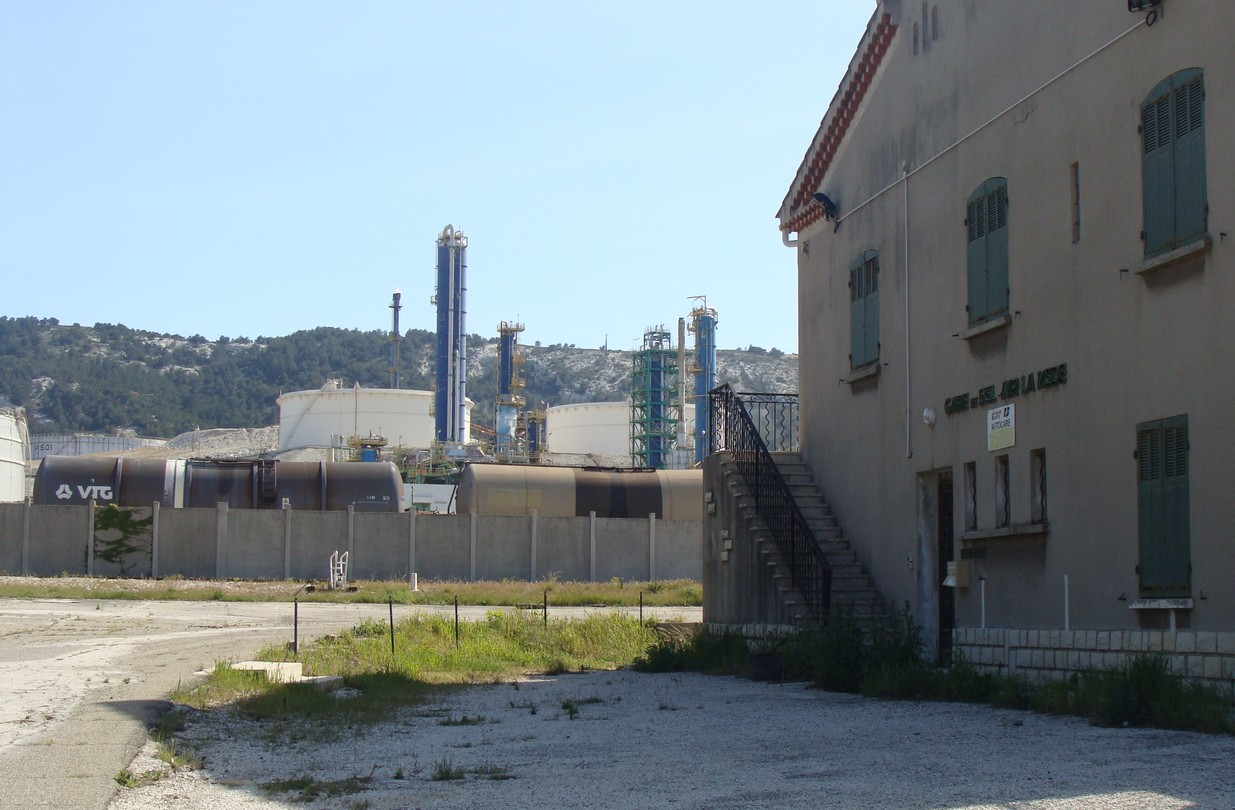
La gare de la Mède ; au second plan les installations pétrolières desservies par la RDT13

## Situation actuelle
La ligne est à voie unique et réservée au trafic de marchandises, plus spécifiquement du pétrole.